# セント・ポールズ・スクール (ロンドン)

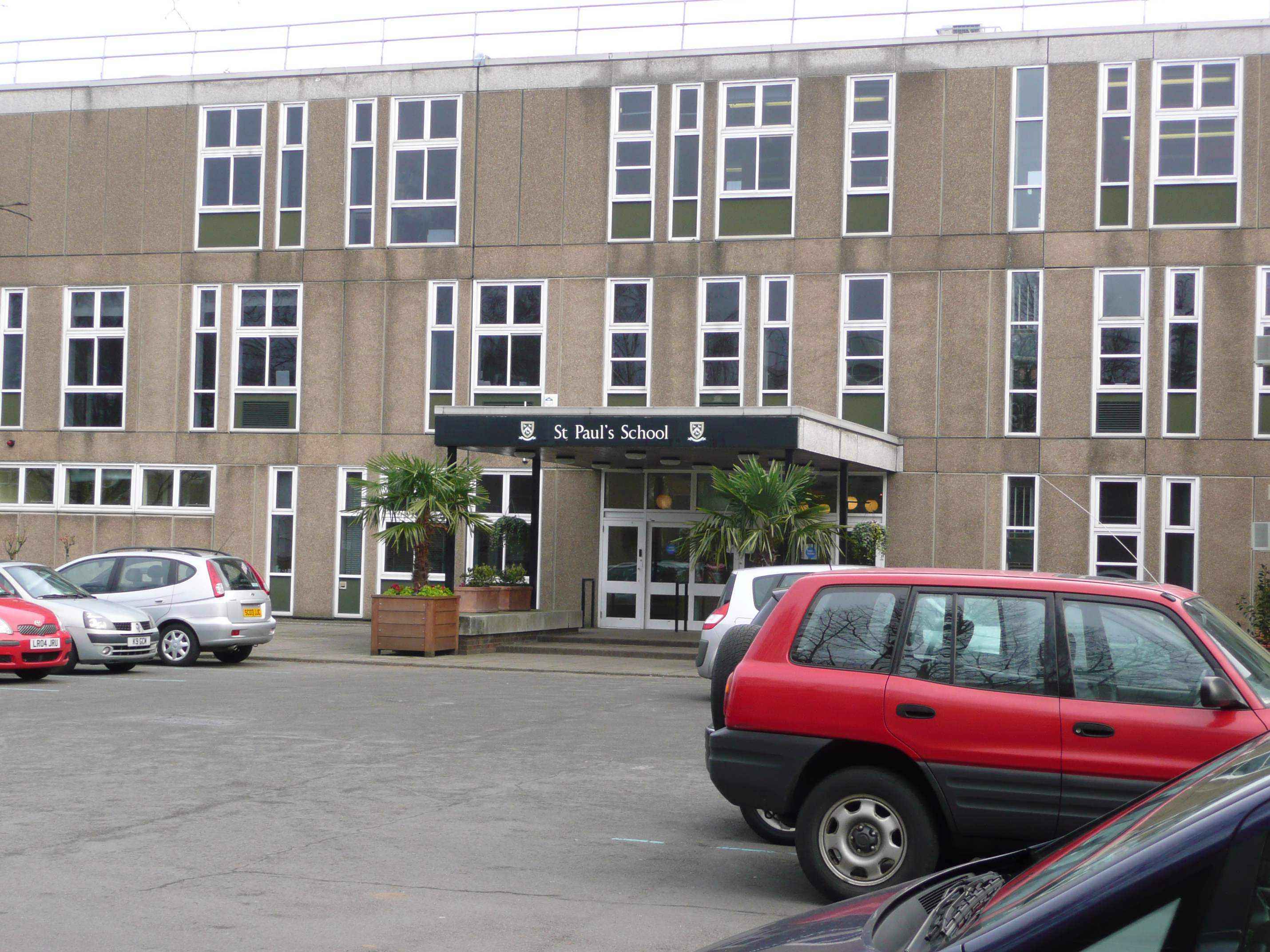
セント・ポールズ・スクール入口

セント・ポールズ・スクール (英語: St Paul's School) は、ロンドンのリッチモンド・アポン・テムズ区バーンズにある男子全寮制パブリックスクール。
「ザ・ナイン」と呼ばれるイギリスを代表するパブリックスクールの一つであり、ジョン・コレットによって1509年に創設された。「セント・ポールズ」の名は、ロンドンにあるセント・ポールズ大聖堂に由来し、セント・ポールズ大聖堂の主任司祭であったコレットが大聖堂の北区域に建てた学校を起源に持つ。1666年のロンドン大火によって大聖堂と共に校舎が焼けると、1670年と1822年の2回に渡る再建も行われたが、19世紀終盤に現在の位置に移転した。
1850年にセント・ポールズ・スクールで初めてラグビーの試合が行われ、イングランド協会の創立にも関わった。競技発祥とされるラグビー校との定期戦も行われている。
1904年には、女子校である「セント・ポールズ・ガールズ・スクール」も創設されている。

## 著名な卒業生
- トーマス・グレシャム - 財政家、貿易商
- ジョン・ミルトン - 詩人。
- サミュエル・ピープス - イギリス海軍の父
- ジョン・チャーチル (初代マールバラ公) - 軍人、貴族。
- エドモンド・ハレー - 天文学者。
- スペンサー・コンプトン (初代ウィルミントン伯) - 第一大蔵卿
- ロジャー・コーツ - 数学者
- ジョン・アンドレ - イギリス陸軍将校
- トマス・クラークソン - 反奴隷制度運動指導者
- オーロビンド・ゴーシュ - インドの宗教家、ヨガの創始者
- ギルバート・ケイス・チェスタートン - 作家
- E・C・ベントリー - 推理作家
- E・H・シェパード - 挿絵画家
- バーナード・モントゴメリー - イギリス陸軍元帥
- リチャード・カーン - 経済学者、ケインズサーカス
- アーチボルド・ロウ - 航空電子工学者
- ポール・ナッシュ - 画家
- ヴィクター・ゴランツ - 出版事業家
- アイザイア・バーリン - 哲学者
- マックス・ベロフ - 歴史家
- クラウス・フリードリッヒ・ロス - 数学者
- ジョン・チャドウィック - 言語学者
- デニス・ブレイン - ホルン奏者